# Sikórz
Sikórz este o arie protejată (sit de importanță comunitară — SCI) din Polonia întinsă pe o suprafață de 204,54 ha, integral pe uscat.

## Localizare
Centrul sitului Sikórz este situat la coordonatele 52°37′52″N 19°33′32″E / 52.6311°N 19.5589°E.

## Înființare
Situl Sikórz a fost declarat sit de importanță comunitară în aprilie 2004 pentru a proteja 6 specii de animale.

## Biodiversitate
Situată în ecoregiunea continentală, aria protejată conține 2 habitate naturale: Păduri de stejar și carpen Galio-Carpinetum, Păduri aluvionare cu Alnus glutinosa și Fraxinus excelsior (Alno-Padion, Alnion incanae, Salicion albae).
La baza desemnării sitului se află mai multe specii protejate:
- amfibieni (1): triton cu creastă (Triturus cristatus)
- mamifere (2): castor (Castor fiber), vidră de râu (Lutra lutra)
- nevertebrate (2): fluturele purpuriu (Lycaena dispar), Ophiogomphus cecilia
- pești (1): cicar (Lampetra planeri)